# AXL
AXL（アクセル）是有限会社オーバー的十八禁遊戲品牌。

## 概要
Studio Miris Pellet的遊戲《チュートリアルサマー》發售後，獨立成立AXL，繼承チュートリアルサマー的版權和售後服務。
到目前為止所有遊戲作品的原畫皆由瀨之本久史擔任。
聲優青山ゆかり在所有作品中飾演可攻略女主角，自《聽見你的聲音》起與松田理沙和茶谷やすら連番參與作品配音。
學園作品的世界觀交錯在不同遊戲之間，《戀愛少女與守護之盾》的「AEGIS」、《Like a Butler》的「愛波頓飯店」在後來作品中被提及。

## 作品列表
成人遊戲
- 2005年10月28日 - Tutorial Summer（「すたじおみりすペレット」名義）
- 2006年5月26日 -
- 2006年12月1日 - 聽見你的聲音
- 2007年6月29日 - 戀愛少女與守護之盾
- 2008年3月28日 - Princess Frontier
- 2009年2月27日 - Like a Butler
- 2010年2月26日 -
- 2011年5月27日 -
- 2012年6月29日 - Dolphin Divers
- 2013年4月26日 -
- 2014年4月25日 -
- 2015年5月29日 -
- 2016年2月26日 -
- 2016年12月22日 -
- 2017年6月30日 -
- 2018年6月29日 -

音樂CD
- AXLボーカル集 -Full throttle-
- AXLボーカルソング集第二弾 -Shift Up-
- AXLボーカルソング集第三弾 -Flat out-
- AXLボーカルソング集第四弾 -Overtake-

## 主要製作人員
原畫
- 瀨之本久史

劇本
劇本皆為外包
- 長谷川藍
- 北側寒圍

## 相關項目
- Studio Miris（すたじおみりす）
- Witch

## 外部連結
- AXL（页面存档备份，存于）（日語）